# Astonishing Tales
Astonishing Tales è stata una serie a fumetti antologica pubblicata dalla Marvel Comics per 36 albi dall'agosto 1970 al luglio 1976.

Uscì in contemporanea con un'altra breve serie antologica, Amazing Adventures vol. 2 (1970-1976) che durò per 3 albi in più (39) e chiuse anch'essa nel 1976, motivo per cui le due serie sono state definite "sorelle".

## Storia editoriale
Nei suoi 6 anni di vita editoriale, Astonishing Tales uscì a cadenza bimestrale e ospitò alcuni personaggi Marvel quali Ka-Zar (negli albi dal n° 1 al 20), IT! Il Colosso vivente (n° 21-24) e il cyborg Deathlok (n° 25-36), che vide la sua nascita proprio nelle pagine di questa serie nel n° 25.

Tuttavia la serie iniziò come uno split-book, un albo diviso in due sulla falsariga di molte serie storiche della Silver Age Marvel degli anni Sessanta. Assieme a Ka-Zar, ma in una storia separata di 10 pagine, per i primi 8 numeri c'era la presenza del supercriminale Dottor Destino.
Le storie del Dottor Destino vedono le importanti firme di Roy Thomas ai testi e di Wally Wood ai disegni e chine (per i primi 4 numeri).
Tra i contributi agli altri personaggi si segnala Barry Windsor-Smith ai disegni di Ka-Zar nei nn. 3-6 e 10; Gil Kane, John Buscema e, nel n° 12, anche Neal Adams e John Romita Sr..
Il n° 29 contenne invece una ristampa della prima storia dei Guardiani della Galassia (da Marvel Super-Heroes n° 18 del gennaio 1969).